# Niels de Svanenskiold
Niels Jørgensen de Svanenskiold, født Jørgensen (6. marts 1729 på Rosenlund – 28. april 1798 på Svanholm) var en dansk godsejer og kammerherre, far til Peter de Svanenskiold.
Han var søn af generalauditør Jonas Jørgensen (død 1763). Fra 1752 var han medejer og fra 1763 eneejer af herregårdene Svanholm, Pagterold og Orebjerg (tidligere Overbjerg) og var også generalkrigskommissær. Han blev adlet 31. maj 1780 under navnet de Svanenskiold.
Han blev gift 19. juni 1761 i Ringsted med Johanne Neergaard (23. juni 1746 på Ringsted Kloster - 9. april 1804 i København) datter af Peter Johansen Neergaard til Ringsted Kloster. Efter hans død oprettede enken i 1800 Det Svanenskiold'ske Fideikommis.
Han er begravet i Krogstrup Kirke.